# Moses Hardy
Moses Hardy (Aberdeen, 6 gennaio 1894 – Aberdeen, 7 dicembre 2006) è stato un militare statunitense. È stato uno degli ultimi veterani rimasti della prima guerra mondiale.

## Biografia
Hardy nasce a Aberdeen nel 1894.
I suoi genitori, Morris Hardy (nato nel 1830) e Nancy Hardy, sono stati ex schiavi che dopo la guerra civile hanno acquistato 265 acri di terreno in Mississippi per un dollaro. La famiglia Hardy è sempre stata profondamente religiosa.
Hardy è stato sposato una volta, con una donna di nome Fannie Marshall, con la quale ebbe otto figli, il più giovane dei quali nacque alla fine del 1940.
Si arruolò fra le truppe americane della prima guerra mondiale nel 1918. Egli servì la fanteria segregata 805a, alla quale venivano assegnati una varietà di lavori manuali. Hardy si offrì anche di fornire le truppe di prima linea in caso di necessità, come scout. Se Hardy fece esperienza di combattimento, non si sa ma non fu mai stato ferito gravemente e raramente ne discuteva durante le sue interviste. Invece, preferiva raccontare storie sugli alimenti, il coraggio dei soldati e il tempo passato in Francia. Dopo la guerra, egli ha iniziato a svolgere un'attiva varietà di lavori tra cui conducente di scuolabus, agricoltore, diacono e venditore di cosmetici.
Quest'ultima occupazione la praticò anche oltre il suo centesimo compleanno.
Si affermò che prima della morte, Hardy non fu mai malato un solo giorno e non aveva mai preso medicine né aveva mai bevuto o fumato. Attribuì la sua longevità ad uno speciale piatto che era solito a consumare tutti i giorni; a base di cavolo, pane di grano, burro di latte, patate e il Dr Pepper (una bevanda tipicamente americana). Negli ultimi mesi della sua vita Hardy non riusciva più a camminare ed era costretto a rimanere a letto e rimase in una casa di riposo dove riusciva solo a nutrirsi e passava le giornate guardando tipici programmi come l'Oprah Winfrey Show e The Price Is Right. Nei giorni del suo ultimo enigmatico compleanno era affetto da una leggera demenza che però fu attribuita all'età avanzata.

## Riconoscimenti
Ha ricevuto la Medaglia interalleata della vittoria, una speciale medaglia dal Mississippi Amry National Guard, la Medaglia Professionale al merito e la Legion d'Onore francese. Nel 1999, la legislatura del Mississippi ha adottato una risoluzione riconoscendo in lui un eccellente cittadino del Mississippi.

## Primati
Al momento della sua morte, (il 7 dicembre 2006) all'età di 113 o 112 anni e 335 giorni, è stato riconosciuto come il più anziano veterano vivente, l'ultimo di colore della prima guerra mondiale, il più longevo uomo di sesso maschile mai registrato nel Mississippi e il secondo veterano di tutte le forze armate, di tutti i tempi (dopo Emiliano Mercado del Toro e subito prima dell'italiano Antonio Todde).